# Haldor Halderson
Haldor (Harold) "Slim" Halderson (6. ledna 1900, Winnipeg, Manitoba – 1. srpna 1965, Winnipeg, Manitoba) byl kanadský reprezentační hokejový útočník. Je členem Manitobské hokejové síně slávy.
S reprezentací Kanady získal jednu zlatou olympijskou medaili (1920).

## Úspěchy a ocenění
- Allan Cup – 1920
- LOH – 1920
- PCHA Second All-Star Team – 1922
- PCHA First All-Star Team – 1923
- Stanley Cup – 1925
- AHA First All-Star Team – 1930, 1936 a 1937